# Чемпионат мира по стрельбе 2010
50-й чемпионат мира по стрельбе прошёл в Мюнхене, Германия, с 30 июля по 10 августа 2010 года. Было разыграны 105 комплектов наград. Соревнования прошли в стрельбе из пистолета и винтовки, в стендовой стрельбе и стрельбе по подвижной мишени.

## Общий медальный зачёт
(Жирным выделено самое большое количество медалей в своей категории; принимающая страна также выделена)
| Общее количество медалей |                  |        |         |        |       |
| Место                    | Страна           | Золото | Серебро | Бронза | Всего |
| 1                        | Китай            | 21     | 20      | 11     | 52    |
| 2                        | Россия           | 21     | 13      | 12     | 46    |
| 3                        | США              | 11     | 6       | 7      | 24    |
| 4                        | Италия           | 6      | 5       | 4      | 15    |
| 5                        | Украина          | 5      | 6       | 12     | 23    |
| 6                        | Швейцария        | 5      | 2       | 3      | 10    |
| 7                        | Республика Корея | 4      | 6       | 7      | 17    |
| 8                        | Германия         | 3      | 13      | 5      | 21    |
| 9                        | Франция          | 3      | 4       | 5      | 12    |
| 10                       | Польша           | 3      | 1       | 2      | 6     |
| 11                       | Норвегия         | 2      | 4       | 3      | 9     |
| 12                       | Финляндия        | 2      | 2       | 3      | 7     |
| 13                       | Чехия            | 2      | 0       | 6      | 8     |
| 14                       | Индия            | 2      | 0       | 1      | 3     |
| 15                       | Япония           | 2      | 0       | 0      | 2     |
| 16                       | Сербия           | 1      | 4       | 2      | 7     |
| 17                       | Словакия         | 1      | 3       | 5      | 9     |
| 18                       | Австрия          | 1      | 3       | 1      | 5     |
| 19                       | Австралия        | 1      | 3       | 0      | 4     |
| 20                       | Венгрия          | 1      | 2       | 0      | 3     |
| 20                       | Дания            | 1      | 2       | 0      | 3     |
| 20                       | КНДР             | 1      | 2       | 0      | 3     |
| 23                       | Швеция           | 1      | 1       | 3      | 5     |
| 24                       | Беларусь         | 1      | 1       | 2      | 4     |
| 25                       | Бразилия         | 1      | 1       | 1      | 3     |
| 26                       | Великобритания   | 1      | 0       | 3      | 4     |
| 27                       | Кипр             | 1      | 0       | 2      | 3     |
| 28                       | Испания          | 1      | 0       | 1      | 2     |
| 28                       | Таиланд          | 1      | 0       | 1      | 2     |
| 30                       | Монголия         | 1      | 0       | 0      | 1     |
| 31                       | Словения         | 0      | 1       | 1      | 2     |
| 32                       | Израиль          | 0      | 1       | 0      | 1     |
| 32                       | Чили             | 0      | 1       | 0      | 1     |
| 34                       | Казахстан        | 0      | 0       | 2      | 2     |
| 34                       | Сан-Марино       | 0      | 0       | 2      | 2     |

## Мужчины

### Винтовка с трёх позиций, 300 метров
Индивидуальные соревнования
| Место | Взрослые         | Взрослые  | Взрослые |
| Место | Спортсмен        | Страна    | Финал    |
| ----- | ---------------- | --------- | -------- |
| 1     | Марсель Бюрже    | Швейцария | 1182     |
| 2     | Вебьёрн Берг     | Норвегия  | 1179     |
| 3     | Жосселен Анри    | Франция   | 1179     |
| 4     | Валерьян Совплан | Франция   | 1177     |
| 5     | Петер Шиди       | Венгрия   | 1177     |
| 6     | Джозеф Хейн      | США       | 1177     |
| 7     | Рене Кристиансен | Дания     | 1173     |
| 8     | Пер Сандберг     | Швеция    | 1171     |

Командные соревнования
| Место | Взрослые  | Взрослые                                           | Взрослые |
| Место | Страна    | Спортсмены                                         | Финал    |
| ----- | --------- | -------------------------------------------------- | -------- |
| 1     | Швейцария | Марсель Бюрже, Беат Мюллер, Симон Бейелер          | 3516     |
| 2     | Франция   | Жосселен Анри, Валерьян Совплан, Сириль Графф      | 3513     |
| 3     | Норвегия  | Вебьёрн Берг, Уле-Кристиан Брюн, Стиан Богар       | 3503     |
| 4     | Австрия   | Михаэль Подолак, Мартин Штремфпль, Кристиан Планер | 3500     |
| 5     | Финляндия | Хенри Хаккинен, Антти Пухакка, Кари Пеннанен       | 3490     |
| 6     | США       | Джозеф Хейн, Стивен Гофф, Майкл Макфэйл            | 3490     |
| 7     | Словения  | Раймонд Дебевец, Роберт Маркоя, Душан Жишко        | 3488     |
| 8     | Швеция    | Пер Сандберг, Юхан Густафссон, Андерс Бролунд      | 3487     |

### Винтовка лёжа, 300 метров
Индивидуальные соревнования
| Место | Взрослые        | Взрослые  | Взрослые |
| Место | Спортсмен       | Страна    | Финал    |
| ----- | --------------- | --------- | -------- |
| 1     | Штефан Разер    | Австрия   | 599      |
| 2     | Вебьёрн Берг    | Норвегия  | 598      |
| 3     | Марсель Цобрист | Швейцария | 598      |
| 4     | Харалд Стенвог  | Норвегия  | 598      |
| 5     | Гай Старик      | Израиль   | 598      |
| 6     | Симон Бейелер   | Швейцария | 598      |
| 7     | Майкл Макфэйл   | США       | 597      |
| 8     | Кристиан Планер | Австрия   | 597      |

Командные соревнования
| Место | Взрослые       | Взрослые                                         | Взрослые |
| Место | Страна         | Спортсмены                                       | Финал    |
| ----- | -------------- | ------------------------------------------------ | -------- |
| 1     | Великобритания | Тони Линкольн, Гарри Криви, Саймон Элдхаус       | 1792     |
| 2     | Австрия        | Штефан Разер, Кристиан Планер, Михаэль Подолак   | 1791     |
| 3     | Франция        | Жосселен Анри, Валерьян Совплан, Гийом Биго      | 1790     |
| 4     | Норвегия       | Вебьёрн Берг, Харалд Стенвог, Уле-Кристиан Брюн  | 1789     |
| 5     | США            | Майкл Макфэйл, Стивен Гофф, Тарл Кемпли          | 1789     |
| 6     | Финляндия      | Антти Пухакка, Хенри Хаккинен, Кари Пеннанен     | 1784     |
| 7     | Швеция         | Юхан Густафссон, Андерс Бролунд, Михаэль Ларссон | 1784     |
| 8     | Чехия          | Томаш Ерабек, Милан Мах, Любош Опелька           | 1783     |

### Стандартная винтовка, 300 метров
Индивидуальные соревнования
| Место | Взрослые          | Взрослые  | Взрослые |
| Место | Спортсмен         | Страна    | Финал    |
| ----- | ----------------- | --------- | -------- |
| 1     | Жосселен Анри     | Франция   | 587      |
| 2     | Роберт Маркоя     | Словения  | 585      |
| 3     | Вебьёрн Берг      | Норвегия  | 584      |
| 4     | Пер Сандберг      | Швеция    | 584      |
| 5     | Томаш Ерабек      | Чехия     | 584      |
| 6     | Уле-Кристиан Брюн | Норвегия  | 584      |
| 7     | Беат Мюллер       | Швейцария | 583      |
| 8     | Рене Кристиансен  | Дания     | 583      |

Командные соревнования
| Место | Взрослые  | Взрослые                                      | Взрослые |
| Место | Страна    | Спортсмены                                    | Финал    |
| ----- | --------- | --------------------------------------------- | -------- |
| 1     | Швейцария | Беат Мюллер, Марсель Бюрже, Оливье Шаффтер    | 1745     |
| 2     | Норвегия  | Вебьёрн Берг, Уле Кристиан Брюн, Стиан Богар  | 1744     |
| 3     | Словения  | Роберт Маркоя, Раймонд Дебевец, Душан Жишко   | 1740     |
| 4     | Чехия     | Томаш Ерабек, Любош Опелька, Милан Мах        | 1734     |
| 5     | Франция   | Жосселен Анри, Сириль Графф, Валерьян Совплан | 1733     |
| 6     | Финляндия | Кари Пеннанен, Хенри Хаккинен, Антти Пухакка  | 1720     |
| 7     | США       | Стивен Гофф, Майкл Макфэйл, Эрик Аптаграффт   | 1709     |

### Винтовка с трёх позиций, 50 метров
Индивидуальные соревнования
| Место | Взрослые               | Взрослые         | Взрослые     | Взрослые | Юниоры              | Юниоры    | Юниоры |
| Место | Спортсмен              | Страна           | Квалификация | Финал    | Спортсмен           | Страна    | Финал  |
| ----- | ---------------------- | ---------------- | ------------ | -------- | ------------------- | --------- | ------ |
| 1     | Петер Шиди             | Венгрия          | 1178         | 1275,6   | Ким-Андре Лунд      | Норвегия  | 1166   |
| 2     | Хан Джинсоп            | Республика Корея | 1176         | 1274,2   | Илья Чергейко       | Беларусь  | 1165   |
| 3     | Неманя Миросавлев      | Сербия           | 1174         | 1273,3   | Сергей Кулиш        | Украина   | 1165   |
| 4     | Константин Приходченко | Россия           | 1173         | 1272,2   | Леор Овадия Мадлаль | Израиль   | 1161   |
| 5     | Никколо Камприани      | Италия           | 1173         | 1271,8   | Ракеш Манпат        | Индия     | 1160   |
| 6     | Ким Джонхён            | Республика Корея | 1174         | 1271,7   | Клод-Ален Делле     | Швейцария | 1160   |
| 7     | Марко Де Николо        | Италия           | 1173         | 1270,2   | Кристоффер Шелланн  | Норвегия  | 1160   |
| 8     | Сириль Графф           | Франция          | 1172         | 1268,0   | Штефан Румплер      | Австрия   | 1160   |

Командные соревнования
| Место | Взрослые | Взрослые                                               | Взрослые | Юниоры    | Юниоры                                              | Юниоры   |
| Место | Страна   | Спортсмены                                             | Финал    | Страна    | Спортсмены                                          | Финал    |
| ----- | -------- | ------------------------------------------------------ | -------- | --------- | --------------------------------------------------- | -------- |
| 1     | Россия   | Артём Хаджибеков, Фёдор Власов, Константин Приходченко | 3504     | Китай     | У Цзянин, Чжао Шитао, Чжу Дэ Мин                    | 3478 WJR |
| 2     | Норвегия | Вебьёрн Берг, Уле-Кристиан Брюн, Уле-Магнус Баккен     | 3501     | Швейцария | Роберто Май, Клод-Ален Делле, Ян Лохбилер           | 3469     |
| 3     | Украина  | Артур Айвазян, Юрий Сухоруков, Владислав Григоренко    | 3500     | Австрия   | Штефан Румплер, Гернот Румплер, Томас Матис         | 3458     |
| 4     | Франция  | Сириль Графф, Валерьян Совплан, Жосселен Анри          | 3499     | Норвегия  | Кристоффер Шелланн, Ким-Андре Лунд, Микаэль Сойланн | 3456     |
| 5     | Германия | Майк Экхардт, Юлиан Юстус, Даниэль Бродмайер           | 3498     | Беларусь  | Дмитрий Рацко, Илья Чергейко, Евгений Корзун        | 3448     |
| 6     | США      | Мэттью Эммонс, Джейсон Паркер, Джозеф Хейн             | 3498     | Болгария  | Петр Градинарский, Добрин Буров, Иван Йорданов      | 3446     |
| 7     | Италия   | Никколо Камприани, Марко Де Николо, Энрико Паппалардо  | 3491     | Германия  | Михаэль Янкер, Ларс Валькер, Себастьян Драверт      | 3443     |
| 8     | Сербия   | Неманя Миросавлев, Стеван Плетикошич, Драган Маркович  | 3490     | Украина   | Сергей Кулиш, Сергей Каспер, Владислав Панченко     | 3438     |

### Винтовка лёжа, 50 метров
Индивидуальные соревнования
| Место | Взрослые         | Взрослые | Взрослые     | Взрослые | Юниоры              | Юниоры    | Юниоры |
| Место | Спортсмен        | Страна   | Квалификация | Финал    | Спортсмен           | Страна    | Финал  |
| ----- | ---------------- | -------- | ------------ | -------- | ------------------- | --------- | ------ |
| 1     | Сергей Мартынов  | Беларусь | 599          | 703,9    | У Цзянин            | Китай     | 595    |
| 2     | Валерьян Совплан | Франция  | 599          | 703,8    | Леор Овадия Мадлаль | Израиль   | 595    |
| 3     | Мэттью Эммонс    | США      | 598          | 702,2    | Себастьян Драверт   | Германия  | 595    |
| 4     | Петер Шиди       | Венгрия  | 598          | 701,6    | Даниэль Червиньский | Польша    | 594    |
| 5     | Вебьёрн Берг     | Норвегия | 598          | 701,4    | Клод-Ален Делле     | Швейцария | 594    |
| 6     | Хариом Сингх     | Индия    | 598          | 700,9    | Роберто Май         | Швейцария | 594    |
| 7     | Эрик Аптаграффт  | США      | 598          | 700,3    | Ратмир Миндияров    | Казахстан | 594    |
| 8     | Лю Ган           | Китай    | 598          | 700,0    | Юхо Курки           | Финляндия | 593    |

Командные соревнования
| Место | Взрослые         | Взрослые                                                    | Взрослые | Юниоры    | Юниоры                                                                           | Юниоры |
| Место | Страна           | Спортсмены                                                  | Финал    | Страна    | Спортсмены                                                                       | Финал  |
| ----- | ---------------- | ----------------------------------------------------------- | -------- | --------- | -------------------------------------------------------------------------------- | ------ |
| 1     | США              | Майкл Макфэйл, Мэттью Эммонс, Эрик Аптаграффт               | 1791     | Польша    | Даниэль Червиньский, Бартош Эугениуш Ясецкий, Томаш Бартник                      | 1777   |
| 2     | Республика Корея | Хан Джинсоп, Ким Джонхён, Ким Ханман                        | 1791     | Германия  | Михаэль Янкер, Доминик Бошенридер, Себастьян Драверт                             | 1776   |
| 3     | Россия           | Артём Хаджибеков, Константин Приходченко, Дмитрий Пономарёв | 1790     | США       | Майкл Сири, Джимми Купер, Райан Данэм Бендер                                     | 1774   |
| 4     | Швейцария        | Фабио Шуто, Беат Мюллер, Марсель Бюрже                      | 1785     | Австрия   | Гернот Румплер, Штефан Румплер, Андреас Раммлер                                  | 1773   |
| 5     | Беларусь         | Сергей Мартынов, Пётр Литвинчук, Юрий Щербацевич            | 1784     | Казахстан | Андрей Чернышев, Ратмир Миндияров, Иршат Авхадиев                                | 1770   |
| 6     | Казахстан        | Юрий Мелситов, Александр Ермаков, Игорь Пирекеев            | 1782     | Швейцария | Ян Лохбилер, Клод-Ален Делле, Роберто Май                                        | 1769   |
| 7     | Франция          | Валерьян Совплан, Жосселен Анри, Жереми Моннье              | 1781     | Беларусь  | Илья Чергейко, Евгений Корзун, Дмитрий Рацко                                     | 1769   |
| 8     | Германия         | Юлиан Юстус, Даниэль Бродмайер, Хенри Юнгхенель             | 1781     | Малайзия  | Мохд Нуррахимин Абдул Халим, Мухаммад Хассанул Мохд Бадрин, Мохамад Шахрил Сахак | 1768   |

### Пневматическая винтовка, 10 метров
Индивидуальные соревнования
| Место | Взрослые          | Взрослые | Взрослые     | Взрослые   | Юниоры             | Юниоры           | Юниоры |
| Место | Спортсмен         | Страна   | Квалификация | Финал      | Спортсмен          | Страна           | Финал  |
| ----- | ----------------- | -------- | ------------ | ---------- | ------------------ | ---------------- | ------ |
| 1     | Никколо Камприани | Италия   | 599          | 702,5      | Сергей Каспер      | Украина          | 595    |
| 2     | Петер Шиди        | Венгрия  | 599          | 700,4      | Сергей Кулиш       | Украина          | 594    |
| 3     | Гаган Наранг      | Индия    | 597          | 699,0      | Александр Дрягин   | Россия           | 593    |
| 4     | Чжу Цинань        | Китай    | 597          | 698,9+10,4 | Юхо Курки          | Финляндия        | 593    |
| 5     | Марко Де Николо   | Италия   | 596+50,1     | 698,9+10,0 | Ким Даджин         | Республика Корея | 593    |
| 6     | Денис Соколов     | Россия   | 597          | 698,9+9,3  | Микаэль Д’Аллюэн   | Франция          | 592    |
| 7     | Мэттью Эммонс     | США      | 597          | 698,5      | Чжу Дэ Мин         | Китай            | 592    |
| 8     | Неманя Миросавлев | Сербия   | 596+50,6     | 696,6      | Лукас Каммерландер | Австрия          | 591    |

Командные соревнования
| Место | Взрослые  | Взрослые                                                | Взрослые | Юниоры           | Юниоры                                               | Юниоры    |
| Место | Страна    | Спортсмены                                              | Финал    | Страна           | Спортсмены                                           | Финал     |
| ----- | --------- | ------------------------------------------------------- | -------- | ---------------- | ---------------------------------------------------- | --------- |
| 1     | Китай     | Чжу Цинань, Ван Тао, Лю Тянью                           | 1787     | Китай            | Чжу Дэ Мин, Юй Цзикан, У Цзянин                      | 1774 =WRJ |
| 2     | Россия    | Денис Соколов, Константин Приходченко, Сергей Каменский | 1787     | Украина          | Сергей Каспер, Сергей Кулиш, Владислав Панченко      | 1772      |
| 3     | Италия    | Никколо Камприани, Марко Де Николо, Джорджо Соммаруга   | 1782     | Россия           | Александр Дрягин, Николай Суворов, Степан Ширяев     | 1771      |
| 4     | Индия     | Гаган Наранг, Абхинав Биндра, Имран Хасан Хан           | 1780     | Германия         | Михаэль Янкер, Штефан Райххубер, Ларс Валькер        | 1768      |
| 5     | США       | Мэттью Эммонс, Мэттью Ролингс, Джонатан Холл            | 1779     | Австрия          | Лукас Каммерландер, Томас Матис, Гернот Румплер      | 1765      |
| 6     | Франция   | Пьер Эдмон Пьязеки, Жереми Моннье, Сириль Графф         | 1778     | Республика Корея | Ким Даджин, Мюн Нохун, Ким Ёнчэ                      | 1761      |
| 7     | Швейцария | Саша Бергер, Симон Бейелер, Николя Руйе                 | 1775     | США              | Демпстер Кристенсон, Майкл Кьюлбэкки, Дастин Чесебро | 1760      |
| 8     | Сербия    | Неманя Миросавлев, Драган Маркович, Штефан Плетикошич   | 1775     | Беларусь         | Илья Чергейко, Евгений Корзун, Дмитрий Рацко         | 1755      |

### Пистолет, 50 метров
Индивидуальные соревнования
| Место | Взрослые           | Взрослые         | Взрослые     | Взрослые | Юниоры        | Юниоры           | Юниоры |
| Место | Спортсмен          | Страна           | Квалификация | Финал    | Спортсмен     | Страна           | Финал  |
| ----- | ------------------ | ---------------- | ------------ | -------- | ------------- | ---------------- | ------ |
| 1     | Томоюки Мацуда     | Япония           | 572          | 669,7    | Томаш Паламаж | Польша           | 558    |
| 2     | Ли Дэмъюн          | Республика Корея | 567          | 665,2    | Дино Бриганти | Италия           | 558    |
| 3     | Вячеслав Подлесный | Казахстан        | 568          | 662,1    | Андреас Хайзе | Германия         | 552    |
| 4     | Андрия Златич      | Сербия           | 567          | 659,6    | Чжан Бинь     | Китай            | 548    |
| 5     | Владимир Гончаров  | Россия           | 564          | 658,6    | Чхои Дэхан    | Республика Корея | 547    |
| 6     | Дэрил Шаренски     | США              | 562          | 655,0    | Яков Донгузов | Казахстан        | 544    |
| 7     | Чжан Тянь          | Китай            | 561          | 652,6    | Николай Килин | Россия           | 544    |
| 8     | Олег Омельчук      | Украина          | 563          | 652,3    | Андрей Сокол  | Украина          | 543    |

Командные соревнования
| Место | Взрослые         | Взрослые                                              | Взрослые | Юниоры           | Юниоры                                            | Юниоры |
| Место | Страна           | Спортсмены                                            | Финал    | Страна           | Спортсмены                                        | Финал  |
| ----- | ---------------- | ----------------------------------------------------- | -------- | ---------------- | ------------------------------------------------- | ------ |
| 1     | Республика Корея | Ли Дэмъюн, Чин Джонъо, Хан Сынво                      | 1686     | Германия         | Андреас Хайзе, Тобиас Пихачек, Михаэль Хайзе      | 1626   |
| 2     | Китай            | Чжан Тянь, У Цзин, Пан Вэй                            | 1681     | Россия           | Николай Килин, Руслан Вислогузов, Никита Полосков | 1625   |
| 3     | Испания          | Пабло Каррера, Мигель Сальвадор Хименес, Пабло Гарсия | 1680     | Китай            | Чжан Бинь, Чжан Синь, Хе Ци Минь                  | 1622   |
| 4     | Сербия           | Дамир Микец, Андрия Златич, Димитрие Гргич            | 1675     | Республика Корея | Чхои Дэхан, Ким Ыйчон, Ли Донджун                 | 1618   |
| 5     | Беларусь         | Юрий Долгополов, Константин Лукашик, Андрей Казак     | 1674     | Беларусь         | Игорь Соловьёв, Артём Лукьяновец, Алексей Горбач  | 1616   |
| 6     | Россия           | Леонид Екимов, Владимир Исаков, Владимир Гончаров     | 1674     | Италия           | Дино Бриганти, Николо Морассут, Андреа Скафа      | 1608   |
| 7     | Украина          | Сергей Кудря, Олег Омельчук, Иван Бидняк              | 1669     | Швейцария        | Маркус Линдер, Лоран Стритт, Лукас Грундер        | 1603   |
| 8     | Германия         | Абдулла Устаоглу, Ханс-Йорг Мейер, Патрик Ленгерер    | 1666     | Украина          | Андрей Сокол, Юрий Попружный, Денис Кушниров      | 1593   |

### Скорострельный пистолет, 25 метров
Индивидуальные соревнования
| Место | Взрослые       | Взрослые | Взрослые     | Взрослые | Юниоры               | Юниоры           | Юниоры |
| Место | Спортсмен      | Страна   | Квалификация | Финал    | Спортсмен            | Страна           | Финал  |
| ----- | -------------- | -------- | ------------ | -------- | -------------------- | ---------------- | ------ |
| 1     | Алексей Климов | Россия   | 585          | 787,1    | Чжоу Чжигуо          | Китай            | 574    |
| 2     | Чжан Цзянь     | Китай    | 587          | 785,6    | Лун Сюань Фэн        | Китай            | 571    |
| 3     | Ли Юэхун       | Китай    | 584          | 782,1    | Александр Алифиренко | Россия           | 570+46 |
| 4     | Леонид Екимов  | Россия   | 581          | 780,8    | Чхве Ёнхо            | Республика Корея | 570+36 |
| 5     | Кристиан Райц  | Германия | 582          | 780,6    | Грегор Люткефеддер   | Германия         | 570+35 |
| 6     | Мартин Штрнад  | Чехия    | 580+46+47    | 780,3    | Ангел Чонин          | Болгария         | 566    |
| 7     | Саша Шпиреля   | Хорватия | 580+46+46    |          | Арон Заутер          | Германия         | 565    |
| 8     | Тибо Саваж     | Франция  | 579          |          | Сюэ Сы Сю            | Китай            | 564    |

Командные соревнования
| Место | Взрослые         | Взрослые                                      | Взрослые | Юниоры   | Юниоры                                                | Юниоры |
| Место | Страна           | Спортсмены                                    | Финал    | Страна   | Спортсмены                                            | Финал  |
| ----- | ---------------- | --------------------------------------------- | -------- | -------- | ----------------------------------------------------- | ------ |
| 1     | Китай            | Чжан Цзянь, Ли Юэхун, Дин Фэн                 | 1749 WR  | Китай    | Чжоу Чжигуо, Лун Сюань Фэн, Сюэ Сы Сю                 | 1715   |
| 2     | Россия           | Алексей Климов, Леонид Екимов, Дмитрий Брайко | 1732     | Германия | Грегор Люткефеддер, Арон Заутер, Оливер Гайс          | 1698   |
| 3     | США              | Брэд Бэлсли, Кит Сандерсон, Эмил Милев        | 1731     | Россия   | Александр Алифиренко, Андрей Щепетков, Никита Суханов | 1687   |
| 4     | Германия         | Кристиан Райц, Ральф Шуман, Филипп Вагениц    | 1730     | Франция  | Флавьен Густар, Борис Арто, Клеман Бессагю            | 1623   |
| 5     | Франция          | Тибо Саваж, Франк Кифер, Фабрис Домаль        | 1724     | Эстония  | Пеэтер Олеск, Дмитрий Максимов, Кристиан Юурак        | 1597   |
| 6     | Индия            | Виджай Кумар, Рахул Панвар, Гурприт Сингх     | 1721     | США      | Александр Чичков, Кристофер Хадок, Кристофер Нона     | 1537   |
| 7     | Чехия            | Мартин Штрнад, Мартин Подграский, Йозеф Фяла  | 1711     |          |                                                       |        |
| 8     | Республика Корея | Хванг Ёонсам, Хонг Сёнхван, Чха Санджун       | 1705     |          |                                                       |        |

### Пистолет центрального боя, 25 метров
Индивидуальные соревнования
| Место | Взрослые         | Взрослые | Взрослые |
| Место | Спортсмен        | Страна   | Финал    |
| ----- | ---------------- | -------- | -------- |
| 1     | Леонид Екимов    | Россия   | 589      |
| 2     | Жулио Альмейда   | Бразилия | 586      |
| 3     | Пол Хембре       | Норвегия | 585      |
| 4     | Эмерсон Дуарте   | Бразилия | 584      |
| 5     | Рю Мёнъён        | КНДР     | 584      |
| 6     | Хоанг Сюан Винь  | Вьетнам  | 584      |
| 7     | Александр Петрив | Украина  | 583      |
| 8     | Кит Сандерсон    | США      | 582      |

Командные соревнования
| Место | Взрослые         | Взрослые                                            | Взрослые |
| Место | Страна           | Спортсмены                                          | Финал    |
| ----- | ---------------- | --------------------------------------------------- | -------- |
| 1     | Бразилия         | Жулио Альмейда, Эмерсон Дуарте, Жозе Карлос Батиста | 1748     |
| 2     | Франция          | Себастьен Бланшуен, Франк Дюмулен, Тьерри Рьединже  | 1739     |
| 3     | Республика Корея | Хон Сёнхван, Пак Бёнтхэ, Чан Дэкю                   | 1735     |
| 4     | Вьетнам          | Хоанг Сюан Винь, Ха Минь Тхань, Нгуен Мань Туонг    | 1732     |
| 5     | США              | Кит Сандерсон, Джон Биккар, Брэд Бэлсли             | 1732     |
| 6     | Япония           | Сусуму Кобаяси, Тэруёси Акияма, Томохиро Кида       | 1730     |
| 7     | Индия            | Омкар Сингх, Харприт Сингх, Виджай Кумар            | 1730     |
| 8     | Чехия            | Томаш Теган, Мартин Подграский, Йозеф Фяла          | 1727     |

### Пистолет, 25 метров
Индивидуальные соревнования
| Место | Юниоры               | Юниоры           | Юниоры |
| Место | Спортсмен            | Страна           | Финал  |
| ----- | -------------------- | ---------------- | ------ |
| 1     | Флориан Фуке         | Франция          | 581    |
| 2     | Чжоу Чжигуо          | Китай            | 580    |
| 3     | Александр Алифиренко | Россия           | 578    |
| 4     | Чхве Ёнхо            | Республика Корея | 575    |
| 5     | Лун Сюань Фэн        | Китай            | 574    |
| 6     | Артём Лукьяновец     | Беларусь         | 574    |
| 7     | Томаш Паламаж        | Польша           | 573    |
| 8     | Андреас Хайзе        | Германия         | 570    |

Командные соревнования
| Место | Юниоры    | Юниоры                                                | Юниоры |
| Место | Страна    | Спортсмены                                            | Финал  |
| ----- | --------- | ----------------------------------------------------- | ------ |
| 1     | Китай     | Чжоу Чжигуо, Лун Сюань Фэн, Сюэ Сы Сю                 | 1716   |
| 2     | Германия  | Андреас Хайзе, Арон Заутер, Михаэль Хайзе             | 1702   |
| 3     | Швейцария | Лукас Грундер, Маркус Линдер, Лорен Стритт            | 1701   |
| 4     | Франция   | Флориан Фуке, Борис Арто, Орельен Вассонг             | 1700   |
| 5     | Россия    | Александр Алифиренко, Никита Суханов, Андрей Щепетков | 1698   |
| 6     | Словакия  | Ян Коринек, Станислав Сламинка, Иван Шишак            | 1697   |
| 7     | Индия     | Викрант Гхайсас, Шиврай Сасе, Ручхит Кападия          | 1682   |
| 8     | Эстония   | Пеэтер Олеск, Дмитрий Максимов, Кристен Мадиссоо      | 1665   |

### Стандартный пистолет, 25 метров
Индивидуальные соревнования
| Место | Взрослые          | Взрослые         | Взрослые | Юниоры               | Юниоры           | Юниоры |
| Место | Спортсмен         | Страна           | Финал    | Спортсмен            | Страна           | Финал  |
| ----- | ----------------- | ---------------- | -------- | -------------------- | ---------------- | ------ |
| 1     | Хон Сёнхван       | Республика Корея | 577      | Чжоу Чжигуо          | Китай            | 567    |
| 2     | Цзинь Юндэ        | Китай            | 574      | Арон Заутер          | Германия         | 560    |
| 3     | Жулио Альмейда    | Бразилия         | 574      | Лун Сюань Фэн        | Китай            | 560    |
| 4     | Владимир Исаченко | Казахстан        | 573      | Чхве Ёнхо            | Республика Корея | 559    |
| 5     | Жуан Кошта        | Португалия       | 573      | Александр Алифиренко | Россия           | 559    |
| 6     | Леонид Екимов     | Россия           | 572      | Пеэтер Олеск         | Эстония          | 558    |
| 7     | Пьер Михель       | Германия         | 570      | Клеман Бессагю       | Франция          | 558    |
| 8     | Пол Хембре        | Норвегия         | 570      | Лукас Грундер        | Швейцария        | 557    |

Командные соревнования
| Место | Взрослые         | Взрослые                                            | Взрослые | Юниоры    | Юниоры                                                | Юниоры |
| Место | Страна           | Спортсмены                                          | Финал    | Страна    | Спортсмены                                            | Финал  |
| ----- | ---------------- | --------------------------------------------------- | -------- | --------- | ----------------------------------------------------- | ------ |
| 1     | Китай            | Цзинь Юндэ, Ли Чуаньлинь, Се Чжэньсян               | 1704     | Китай     | Чжоу Чжигуо, Лун Сюань Фэн, Сюэ Сы Сю                 | 1673   |
| 2     | Германия         | Пьер Михель, Кристиан Райц, Михаэль Шлойтер         | 1703     | Германия  | Арон Заутер, Андреас Хайзе, Оливер Гайс               | 1667   |
| 3     | Республика Корея | Хон Сёнхван, Хванг Ёонсам, Чан Дэкю                 | 1696     | Франция   | Клеман Бессагю, Борис Арто, Флориан Фуке              | 1666   |
| 4     | Россия           | Леонид Екимов, Сергей Поляков, Денис Кулаков        | 1695     | Россия    | Александр Алифиренко, Андрей Щепетков, Никита Суханов | 1645   |
| 5     | Украина          | Александр Петрив, Роман Бондарук, Тарас Магмет      | 1694     | Швейцария | Лукас Грундер, Маркус Линдер, Лоран Стритт            | 1628   |
| 6     | Франция          | Тибо Саваж, Франк Дюмулен, Тьерри Рьединже          | 1690     | Эстония   | Пеэтер Олеск, Кристиан Юурак, Кристен Мадиссоо        | 1620   |
| 7     | Бразилия         | Жулио Альмейда, Жозе Карлос Батиста, Эмерсон Дуарте | 1681     |           |                                                       |        |
| 8     | Польша           | Пётр Данилюк, Радослав Подгорский, Войцех Кнапик    | 1679     |           |                                                       |        |

### Пневматический пистолет, 10 метров
Индивидуальные соревнования
| Место | Взрослые            | Взрослые         | Взрослые     | Взрослые | Юниоры           | Юниоры    | Юниоры |
| Место | Спортсмен           | Страна           | Квалификация | Финал    | Спортсмен        | Страна    | Финал  |
| ----- | ------------------- | ---------------- | ------------ | -------- | ---------------- | --------- | ------ |
| 1     | Томоюки Мацуда      | Япония           | 586          | 103,4    | Чжан Бинь        | Китай     | 582    |
| 2     | Андрия Златич       | Сербия           | 590          | 99,2     | Лукас Грундер    | Швейцария | 581    |
| 3     | Чин Джонъо          | Республика Корея | 587          | 102,1    | Андрей Сокол     | Украина   | 580    |
| 4     | Сергей Червяковский | Россия           | 587          | 98,5     | Стефан Рарес Ион | Румыния   | 579    |
| 5     | Юсуф Дикеч          | Турция           | 583          | 98,4     | Томаш Паламаж    | Польша    | 578    |
| 6     | Жуан Кошта          | Португалия       | 582          | 99,4     | Чжан Синь        | Китай     | 576    |
| 7     | Иван Бидняк         | Украина          | 584          | 97,3     | Николай Килин    | Россия    | 576    |
| 8     | Дамир Микец         | Сербия           | 584          | 94,7     | Юрий Попружный   | Украина   | 575    |

Командные соревнования
| Место | Взрослые         | Взрослые                                               | Взрослые | Юниоры           | Юниоры                                           | Юниоры |
| Место | Страна           | Спортсмены                                             | Финал    | Страна           | Спортсмены                                       | Финал  |
| ----- | ---------------- | ------------------------------------------------------ | -------- | ---------------- | ------------------------------------------------ | ------ |
| 1     | Россия           | Сергей Червяковский, Леонид Екимов, Владимир Исаков    | 1749     | Китай            | Чжан Бинь, Чжан Синь, Хе Ци Минь                 | 1727   |
| 2     | Сербия           | Андрия Златич, Дамир Микец, Димитрие Гргич             | 1747     | Украина          | Андрей Сокол, Юрий Попружный, Денис Кушниров     | 1725   |
| 3     | Республика Корея | Чин Джонъо, Ли Дэмъюн, Хан Сынво                       | 1742     | Беларусь         | Игорь Соловьёв, Алексей Горбач, Артём Лукьяновец | 1721   |
| 4     | Украина          | Иван Бидняк, Олег Омельчук, Сергей Кудря               | 1739     | Республика Корея | Чхои Дэхан, Ким Ыйчон, Ли Донджун                | 1703   |
| 5     | Китай            | Пан Вэй, Чжан Тянь, Ши Синлун                          | 1736     | Швейцария        | Лукас Грундер, Лоран Стритт, Маркус Линдер       | 1699   |
| 6     | Япония           | Томоюки Мацуда, Сусуму Кобаяси, Кодзиро Хоримидзу      | 1735     | Германия         | Михаэль Хайзе, Андреас Хайзе, Тобиас Пихачек     | 1698   |
| 7     | Казахстан        | Владимир Исаченко, Рашид Юнусметов, Вячеслав Подлесный | 1734     | Индия            | Акшай Джайн, Равиндер Равиндер, Маниндер Сингх   | 1695   |
| 8     | Германия         | Патрик Ленгерер, Ханс-Йорг Мейер, Абдулла Устаоглу     | 1728     | Чехия            | Ян Докаль, Йиндржих Дубовый, Мартин Пехачек      | 1692   |

### Трап
Индивидуальные соревнования
| Место | Взрослые           | Взрослые | Взрослые     | Взрослые | Юниоры            | Юниоры   | Юниоры |
| Место | Спортсмен          | Страна   | Квалификация | Финал    | Спортсмен         | Страна   | Финал  |
| ----- | ------------------ | -------- | ------------ | -------- | ----------------- | -------- | ------ |
| 1     | Альберто Фернандес | Испания  | 121          | 22       | Данни Баиези      | Италия   | 123    |
| 2     | Алексей Алипов     | Россия   | 122          | 20       | Юлиус Васс        | Словакия | 121    |
| 3     | Иржи Липтак        | Чехия    | 123          | 19       | Джулио Фиораванти | Италия   | 120    |
| 4     | Джованни Пелльелло | Италия   | 123          | 18       | Мэттью Госсетт    | США      | 118    |
| 5     | Ли Яцзюнь          | Китай    | 122          | 18       | Валерио Грацини   | Италия   | 118    |
| 6     | Джейкоб Тёрнер     | США      | 121          | 18       | Мартин Дворжак    | Чехия    | 118    |
| 7     | Жан-Пьер Шавассье  | Франция  | 121          |          | Талаль Альрашиди  | Кувейт   | 117    |
| 8     | Юрий Никандров     | Украина  | 12           |          | Кейси Уоллес      | США      | 116    |

Командные соревнования
| Место | Взрослые   | Взрослые                                              | Взрослые | Юниоры         | Юниоры                                                 | Юниоры  |
| Место | Страна     | Спортсмены                                            | Финал    | Страна         | Спортсмены                                             | Финал   |
| ----- | ---------- | ----------------------------------------------------- | -------- | -------------- | ------------------------------------------------------ | ------- |
| 1     | Италия     | Джованни Пелльелло, Эрминио Фраска, Массимо Фаббрици  | 361      | Италия         | Данни Баиези, Джулио Фиораванти, Валерио Грацини       | 361 WJR |
| 2     | Китай      | Ли Яцзюнь, Сунь Чунлунь, Юй Сяокай                    | 359      | США            | Мэттью Госсетт, Кейси Уоллес, Морган Харбисон          | 341     |
| 3     | Сан-Марино | Стефано Сельва, Мануэль Манчини, Франческо Амичи      | 359      | Чехия          | Мартин Дворжак, Ян Привара, Павел Ванек                | 338     |
| 4     | Чехия      | Иржи Липтак, Давид Костелецкий, Иржи Гах              | 358      | Испания        | Пако Мачадо, Антонио Фернандес, Рамон Мартинес         | 337     |
| 5     | Кувейт     | Халед Альмудхаф, Абдулрахман Аль-Файхан, Насер Меклад | 358      | Австралия      | Майкл Макнэбб, Расселл Макклой, Майкл Александр Коулс  | 336     |
| 6     | США        | Джейкоб Тёрнер, Доминик Грациоли, Джон Маллинс        | 357      | Россия         | Алексей Гуляев, Денис Зотов, Виктор Васичкин           | 333     |
| 7     | Словакия   | Марио Филипович, Мариан Ковачоцы, Эрик Варга          | 357      | Великобритания | Томас Чарльз Уорд, Скотт Морган, Каллум Джон Макмиллан | 329     |
| 8     | Хорватия   | Антон Гласнович, Йосип Гласнович, Джованни Черногорац | 356      | Словакия       | Юлиус Васс, Матуш Дудо, Балаж Урбан                    | 323     |

### Дубль-трап
Индивидуальные соревнования
| Место | Взрослые        | Взрослые         | Взрослые     | Взрослые | Юниоры             | Юниоры   | Юниоры   |
| Место | Спортсмен       | Страна           | Квалификация | Финал    | Спортсмен          | Страна   | Финал    |
| ----- | --------------- | ---------------- | ------------ | -------- | ------------------ | -------- | -------- |
| 1     | Джошуа Ричмонд  | США              | 146          | 50       | Ашер Нория         | Индия    | 146 =WRJ |
| 2     | Василий Мосин   | Россия           | 147 =WR      | 46       | Алессандро Кьянезе | Италия   | 141      |
| 3     | Ху Биньюань     | Китай            | 144          | 49       | Филип Прай         | Словакия | 140      |
| 4     | Джеффри Холгуин | США              | 144          | 48       | Якопо Тревизан     | Италия   | 139      |
| 5     | Рихард Богнар   | Венгрия          | 145          | 45       | Артём Некрасов     | Россия   | 138      |
| 6     | Ших Вэй Тин     | Китайский Тайбэй | 145          | 43       | Иан Руперт         | США      | 138      |
| 7     | Пань Цян        | Китай            | 144          |          | Шаян Масуд         | Индия    | 137      |
| 8     | Уильям Четкути  | Мальта           | 144          |          | Артур Мингазов     | Россия   | 136      |

Командные соревнования
| Место | Взрослые       | Взрослые                                                 | Взрослые | Юниоры | Юниоры                                                 | Юниоры |
| Место | Страна         | Спортсмены                                               | Финал    | Страна | Спортсмены                                             | Финал  |
| ----- | -------------- | -------------------------------------------------------- | -------- | ------ | ------------------------------------------------------ | ------ |
| 1     | США            | Джошуа Ричмонд, Джеффри Холгуин, Уильям Кроуфорд         | 433 WR   | Россия | Артём Некрасов, Артур Мингазов, Максим Лазарев         | 410    |
| 2     | Россия         | Василий Мосин, Виталий Фокеев, Михаил Лейбо              | 427      | Италия | Алессандро Кьянезе, Якопо Тревизан, Умберто Изальберти | 407    |
| 3     | Великобритания | Тим Книл, Стивен Скотт, Питер Уилсон                     | 425      | США    | Иан Руперт, Дерек Халдеман, Келси Депатис              | 392    |
| 4     | Китай          | Ху Биньюань, Пань Цян, Мо Цзюньцзе                       | 423      | Индия  | Ашер Нория, Шаян Масуд, Анкур Миттал                   | 390    |
| 5     | Кувейт         | Фехаид Аль-Дихани, Машфи Альмутаири, Хамад Алафаси       | 421      |        |                                                        |        |
| 6     | Катар          | Хамад Альмарри, Рашид Аль-Атхба, Рашид Аль-Атхби         | 418      |        |                                                        |        |
| 7     | Италия         | Даниэле Ди Спиньо, Франческо Д’Аньелло, Клаудио Францони | 415      |        |                                                        |        |
| 8     | Венгрия        | Рихард Богнар, Роланд Геребич, Андраш Палкович           | 411      |        |                                                        |        |

### Скит
Индивидуальные соревнования
| Место | Взрослые          | Взрослые | Взрослые     | Взрослые | Юниоры                  | Юниоры   | Юниоры |
| Место | Спортсмен         | Страна   | Квалификация | Финал    | Спортсмен               | Страна   | Финал  |
| ----- | ----------------- | -------- | ------------ | -------- | ----------------------- | -------- | ------ |
| 1     | Валерий Шомин     | Россия   | 124          | 25       | Джон Макграт            | США      | 123    |
| 2     | Эннио Фалько      | Италия   | 124          | 25       | Рауль Франко            | Чили     | 122    |
| 3     | Георгиос Ахиллеос | Кипр     | 123          | 25       | Георге Казакос          | Кипр     | 121    |
| 4     | Антонакис Андреу  | Кипр     | 123          | 25       | Якуб Томечек            | Чехия    | 121    |
| 5     | Винсент Хэнкок    | США      | 123          | 24       | Маркус Свенссон         | Швеция   | 120    |
| 6     | Андерс Голдинг    | Дания    | 123          | 24       | Свен Корте              | Германия | 120    |
| 7     | Ральф Буххайм     | Германия | 122          |          | Николас Пачеко Эспиноса | Перу     | 120    |
| 8     | Антони Терра      | Франция  | 122          |          | Азми Мехельба           | Египет   | 119    |

Командные соревнования
| Место | Взрослые  | Взрослые                                                    | Взрослые | Юниоры         | Юниоры                                                   | Юниоры  |
| Место | Страна    | Спортсмены                                                  | Финал    | Страна         | Спортсмены                                               | Финал   |
| ----- | --------- | ----------------------------------------------------------- | -------- | -------------- | -------------------------------------------------------- | ------- |
| 1     | Кипр      | Георгиос Ахиллеос, Антонакис Андреу, Кириакос Христофору    | 364      | Чехия          | Якуб Томечек, Якуб Новота, Милос Славичек                | 357 WJR |
| 2     | Италия    | Эннио Фалько, Анджело Москарьелло, Валерио Лукини           | 363      | США            | Джон Макграт, Вильфред Бланшар, Томас Байер              | 356     |
| 3     | Франция   | Антони Терра, Эрик Делоне, Эдуар Пумейю                     | 362      | Германия       | Свен Корте, Кристиан Гертнер, Франк Кордесмейер          | 352     |
| 4     | Германия  | Ральф Буххайм, Аксель Вегнер, Тино Венцель                  | 361      | Кипр           | Георге Казакос, Андреас Антониу, Яннис Поулиас           | 351     |
| 5     | Чехия     | Ян Сыхра, Леос Главачек, Алеш Хутар                         | 361      | Швеция         | Маркус Свенссон, Стефан Нильссон, Робин Густафссон       | 346     |
| 6     | США       | Винсент Хэнкок, Рэндал Маклелланд, Шон Далохери             | 358      | Египет         | Азми Мехельба, Ибрагим Шараф, Сейф Лабиб                 | 341     |
| 7     | Греция    | Эфтимиос Митас, Георгиос Салавантакис, Николаос Мавромматис | 358      | Италия         | Габриэле Россетти, Таммаро Кассандро, Стефано Дель Прете | 337     |
| 8     | Финляндия | Марко Кемппайнен, Хейкки Мерилуото, Тимо Лайтинен           | 357      | Великобритания | Рори Уэрлоу, Джейк Микин, Гай Франклин                   | 335     |

### Подвижная мишень, 50 метров
Индивидуальные соревнования
| Место | Взрослые          | Взрослые | Взрослые | Юниоры              | Юниоры    | Юниоры |
| Место | Спортсмен         | Страна   | Финал    | Спортсмен           | Страна    | Финал  |
| ----- | ----------------- | -------- | -------- | ------------------- | --------- | ------ |
| 1     | Эмиль Мартинссон  | Швеция   | 590      | Юрий Довгаль        | Россия    | 586    |
| 2     | Максим Степанов   | Россия   | 589      | Сами Хейккиля       | Финляндия | 584    |
| 3     | Александр Зиненко | Украина  | 589      | Александр Науменко  | Россия    | 577    |
| 4     | Михаил Азаренко   | Россия   | 589      | Игорь Мацкевич      | Украина   | 575    |
| 5     | Александр Блинов  | Россия   | 587      | Балаж Давид         | Венгрия   | 574    |
| 6     | Ё Ён Чхоль        | КНДР     | 586      | Йозеф Никль         | Чехия     | 574    |
| 7     | Никлас Бергстрём  | Швеция   | 586      | Томи-Пекка Хейккиля | Финляндия | 573    |
| 8     | Мирослав Янус     | Чехия    | 585      | Владлен Онопко      | Украина   | 570    |
| 8     | Пак Мёнвон        | КНДР     | 585      |                     |           |        |

Командные соревнования
| Место | Взрослые  | Взрослые                                                   | Взрослые | Юниоры    | Юниоры                                            | Юниоры |
| Место | Страна    | Спортсмены                                                 | Финал    | Страна    | Спортсмены                                        | Финал  |
| ----- | --------- | ---------------------------------------------------------- | -------- | --------- | ------------------------------------------------- | ------ |
| 1     | Россия    | Максим Степанов, Михаил Азаренко, Александр Блинов         | 1765     | Россия    | Юрий Довгаль, Александр Науменко, Дмитрий Шагалин | 1723   |
| 2     | Швеция    | Эмиль Мартинссон, Никлас Бергстрём, Маттиас Бергман        | 1743     | Финляндия | Сами Хейккиля, Томи-Пекка Хейккиля, Ярмо Тойва    | 1723   |
| 3     | Словакия  | Петер Пелах, Петер Плановский, Мирослав Юрко               | 1742     | Украина   | Игорь Мацкевич, Владлен Онопко, Дмитрий Чаусов    | 1705   |
| 4     | Украина   | Александр Зиненко, Владислав Прянишников, Александр Ульвак | 1740     | Германия  | Себастьян Цех, Макс Альверман, Эмеран Майер       | 1694   |
| 5     | Финляндия | Кристер Хольмберг, Веса Савиахде, Стаффан Хольмстром       | 1730     | Венгрия   | Балаж Давид, Кристоф Хомола, Бенце Боршош         | 1681   |
| 6     | Казахстан | Андрей Гуров, Бахтияр Ибраев, Расим Мологлы                | 1726     |           |                                                   |        |
| 7     | Германия  | Тобиас Шёнштайнер, Нильс Польтерман, Йенс Циммерман        | 1708     |           |                                                   |        |

### Смешанная подвижная мишень, 50 метров
Индивидуальные соревнования
| Место | Взрослые          | Взрослые  | Взрослые | Юниоры              | Юниоры    | Юниоры |
| Место | Спортсмен         | Страна    | Финал    | Спортсмен           | Страна    | Финал  |
| ----- | ----------------- | --------- | -------- | ------------------- | --------- | ------ |
| 1     | Максим Степанов   | Россия    | 394      | Томи-Пекка Хейккиля | Финляндия | 387    |
| 2     | Мирослав Юрко     | Словакия  | 393      | Юрий Довгаль        | Россия    | 386    |
| 3     | Эмиль Мартинссон  | Швеция    | 391      | Йозеф Никль         | Чехия     | 384    |
| 4     | Мирослав Янус     | Чехия     | 390      | Владлен Онопко      | Украина   | 384    |
| 5     | Пак Мёнвон        | КНДР      | 390      | Сами Хейккиля       | Финляндия | 382    |
| 6     | Петер Пелах       | Словакия  | 389      | Дмитрий Чаусов      | Украина   | 378    |
| 7     | Михаил Азаренко   | Россия    | 388      | Кристоф Хомола      | Венгрия   | 376    |
| 8     | Кристер Хольмберг | Финляндия | 388      | Себастьян Цех       | Германия  | 376    |

Командные соревнования
| Место | Взрослые  | Взрослые                                                   | Взрослые | Юниоры    | Юниоры                                            | Юниоры |
| Место | Страна    | Спортсмены                                                 | Финал    | Страна    | Спортсмены                                        | Финал  |
| ----- | --------- | ---------------------------------------------------------- | -------- | --------- | ------------------------------------------------- | ------ |
| 1     | Россия    | Максим Степанов, Михаил Азаренко, Александр Блинов         | 1169     | Финляндия | Томи-Пекка Хейккиля, Сами Хейккиля, Ярмо Тойва    | 1143   |
| 2     | Словакия  | Мирослав Юрко, Петер Пелах, Петер Плановский               | 1159     | Украина   | Владлен Онопко, Дмитрий Чаусов, Игорь Мацкевич    | 1133   |
| 3     | Швеция    | Эмиль Мартинссон, Никлас Бергстрём, Маттиас Бергман        | 1155     | Россия    | Юрий Довгаль, Александр Науменко, Дмитрий Шагалин | 1120   |
| 4     | Финляндия | Кристер Хольмберг, Веса Савиахде, Стаффан Хольмстром       | 1143     | Германия  | Себастьян Цех, Макс Альверман, Эмеран Майер       | 1116   |
| 5     | Украина   | Александр Зиненко, Владислав Прянишников, Александр Ульвак | 1140     | Венгрия   | Кристоф Хомола, Балаж Давид, Бенче Боршош         | 1085   |
| 6     | Казахстан | Андрей Гуров, Расим Мологлы, Бахтияр Ибраев                | 1126     |           |                                                   |        |
| 7     | Германия  | Йенс Циммерман, Тобиас Шёнштайнер, Нильс Польтерман        | 1123     |           |                                                   |        |

### Подвижная мишень, 10 метров
Индивидуальные соревнования
| Место | Взрослые          | Взрослые  | Взрослые | Юниоры              | Юниоры    | Юниоры |
| Место | Спортсмен         | Страна    | Финал    | Спортсмен           | Страна    | Финал  |
| ----- | ----------------- | --------- | -------- | ------------------- | --------- | ------ |
| 1     | Дмитрий Романов   | Россия    | 577      | Юрий Довгаль        | Россия    | 567    |
| 2     | Чжай Юйцзя        | Китай     | 576      | Александр Науменко  | Россия    | 566    |
| 3     | Кристер Хольмберг | Финляндия | 577      | Йозеф Никль         | Чехия     | 563    |
| 4     | Пак Мёнвон        | КНДР      | 576      | Томи-Пекка Хейккиля | Финляндия | 558    |
| 5     | Максим Степанов   | Россия    | 575      | Владлен Онопко      | Украина   | 558    |
| 6     | Михаэль Якозитц   | Германия  | 574      | Игорь Мацкевич      | Украина   | 557    |
| 7     | Петер Пелах       | Словакия  | 573      | Халид Аль-Кувари    | Катар     | 556    |
| 8     | Александр Блинов  | Россия    | 573      | Балаж Давид         | Венгрия   | 554    |

Командные соревнования
| Место | Взрослые  | Взрослые                                                   | Взрослые | Юниоры    | Юниоры                                                | Юниоры |
| Место | Страна    | Спортсмены                                                 | Финал    | Страна    | Спортсмены                                            | Финал  |
| ----- | --------- | ---------------------------------------------------------- | -------- | --------- | ----------------------------------------------------- | ------ |
| 1     | Россия    | Дмитрий Романов, Максим Степанов, Александр Блинов         | 1725     | Россия    | Юрий Довгаль, Александр Науменко, Ян Шеварев          | 1673   |
| 2     | Китай     | Чжай Юйцзя, Цзэн Гобинь, Ян Лин                            | 1707     | Украина   | Владлен Онопко, Игорь Мацкевич, Дмитрий Чаусов        | 1658   |
| 3     | Украина   | Андрей Гильченко, Владислав Прянишников, Александр Зиненко | 1706     | Финляндия | Томи-Пекка Хейккиля, Сами Хейккиля, Яни Суоранта      | 1649   |
| 4     | Финляндия | Кристер Хольмберг, Веса Савиахде, Стаффан Хольмстром       | 1704     | Венгрия   | Балаж Давид, Кристоф Хомола, Бенче Боршош             | 1616   |
| 5     | Швеция    | Эмиль Мартинссон, Никлас Бергстрём, Маттиас Бергман        | 1698     | Австрия   | Александр Эксль, Вольфрам Шандль, Мартин Ледерсбергер | 1564   |
| 6     | Словакия  | Петер Пелах, Мирослав Юрко, Петер Плановский               | 1697     | Германия  | Макс Альверман, Эмеран Майер, Кай Буш                 | 1557   |
| 7     | Казахстан | Андрей Гуров, Расим Мологлы, Бахтияр Ибраев                | 1675     |           |                                                       |        |
| 8     | Вьетнам   | До Дук Хунг, Чан Хоанг Ву, Нгуен Ван Тунг                  | 1664     |           |                                                       |        |

### Смешанная подвижная мишень, 10 метров
Индивидуальные соревнования
| Место | Взрослые        | Взрослые         | Взрослые | Юниоры             | Юниоры    | Юниоры |
| Место | Спортсмен       | Страна           | Финал    | Спортсмен          | Страна    | Финал  |
| ----- | --------------- | ---------------- | -------- | ------------------ | --------- | ------ |
| 1     | Ё Ён Чхоль      | КНДР             | 385      | Александр Науменко | Россия    | 377    |
| 2     | Цзэн Гобинь     | Китай            | 384      | Юрий Довгаль       | Россия    | 374    |
| 3     | Чон Ю Чжин      | Республика Корея | 383      | Игорь Мацкевич     | Украина   | 373    |
| 4     | Чжай Юйцзя      | Китай            | 382      | Сами Хейккиля      | Финляндия | 370    |
| 5     | Петер Пелах     | Словакия         | 382      | Владлен Онопко     | Украина   | 366    |
| 6     | Мирослав Янус   | Чехия            | 382      | Александр Эксль    | Австрия   | 365    |
| 7     | Дмитрий Романов | Россия           | 380      | Йозеф Никль        | Чехия     | 364    |
| 8     | Михаэль Якозитц | Германия         | 380      | Халид Аль-Кувари   | Катар     | 364    |

Командные соревнования
| Место | Взрослые  | Взрослые                                                   | Взрослые | Юниоры    | Юниоры                                                | Юниоры |
| Место | Страна    | Спортсмены                                                 | Финал    | Страна    | Спортсмены                                            | Финал  |
| ----- | --------- | ---------------------------------------------------------- | -------- | --------- | ----------------------------------------------------- | ------ |
| 1     | Китай     | Цзэн Гобинь, Чжай Юйцзя, Ян Лин                            | 1143     | Россия    | Александр Науменко, Юрий Довгаль, Ян Шеварев          | 1113   |
| 2     | Россия    | Дмитрий Романов, Михаил Азаренко, Максим Степанов          | 1136     | Украина   | Игорь Мацкевич, Владлен Онопко, Дмитрий Чаусов        | 1086   |
| 3     | Словакия  | Петер Пелах, Петер Плановский, Мирослав Юрко               | 1133     | Финляндия | Сами Хейккиля, Томи-Пекка Хейккиля, Яни Суоранта      | 1083   |
| 4     | Украина   | Владислав Прянишников, Александр Зиненко, Андрей Гильченко | 1130     | Австрия   | Александр Эксль, Мартин Ледерсбергер, Вольфрам Шандль | 1079   |
| 5     | Вьетнам   | Чан Хоанг Ву, Нго Хыу Выонг, До Дук Хунг                   | 1118     | Венгрия   | Балаж Давид, Бенче Боршош, Кристоф Хомола             | 1064   |
| 6     | Германия  | Михаэль Якозитц, Тобиас Шёнштайнер, Нильс Польтерман       | 1114     | Германия  | Эмеран Майер, Кай Буш, Макс Альверман                 | 1063   |
| 7     | Швеция    | Эмиль Мартинссон, Никлас Бергстрём, Маттиас Бергман        | 1112     |           |                                                       |        |
| 8     | Финляндия | Веса Савиахде, Кристер Хольмберг, Стаффан Хольмстром       | 1103     |           |                                                       |        |

## Женщины

### Винтовка с трёх позиций, 300 метров
Индивидуальные соревнования
| Место | Взрослые                 | Взрослые  | Взрослые | Взрослые |
| Место | Спортсмен                | Страна    | Финал    |          |
| ----- | ------------------------ | --------- | -------- | -------- |
| 1     | Гюда Эллефспласс Ольссен | Норвегия  | 583      |          |
| 2     | Шарлотта Якобсен         | Дания     | 583      |          |
| 3     | Эва Фридель              | Германия  | 578      |          |
| 4     | Соня Пфайльшифтер        | Германия  | 578      |          |
| 5     | Сильвия Богацкая         | Польша    | 578      |          |
| 6     | Рея Кемпли               | США       | 576      |          |
| 7     | Каролина Ковальчик       | Польша    | 576      |          |
| 8     | Беттина Бухер            | Швейцария | 575      |          |

Командные соревнования
| Место | Взрослые  | Взрослые                                                        | Взрослые |
| Место | Страна    | Спортсмены                                                      | Финал    |
| ----- | --------- | --------------------------------------------------------------- | -------- |
| 1     | Польша    | Сильвия Богацкая, Каролина Ковальчик, Алицья Зяя                | 1727 WR  |
| 2     | США       | Рея Кемпли, Сандра Фонг, Ронда Брайт                            | 1723     |
| 3     | Германия  | Эва Фридель, Соня Пфайльшифтер, Беата Гаусс                     | 560      |
| 4     | Швейцария | Беттина Бухер, Марина Шнидер, Андреа Брюльман                   | 1715     |
| 5     | Норвегия  | Гюда Эллефспласс Ольссен, Сири Мортенсен, Кристина Ландруэ Линд | 1710     |

### Винтовка лёжа, 300 метров
Индивидуальные соревнования
| Место | Взрослые                 | Взрослые  | Взрослые |
| Место | Спортсмен                | Страна    | Финал    |
| ----- | ------------------------ | --------- | -------- |
| 1     | Беттина Бухер            | Швейцария | 599 =WR  |
| 2     | Шарлотта Якобсен         | Дания     | 597      |
| 3     | Катрин Улмон             | Франция   | 597      |
| 4     | Гюда Эллефспласс Ольссен | Норвегия  | 597      |
| 5     | Оливия Гобервиль         | Франция   | 596      |
| 6     | Ронда Брайт              | США       | 596      |
| 7     | Мария Энквист            | Швеция    | 595      |
| 8     | Эва Фридель              | Германия  | 595      |

Командные соревнования
| Место | Взрослые  | Взрослые                                                        | Взрослые |
| Место | Страна    | Спортсмены                                                      | Финал    |
| ----- | --------- | --------------------------------------------------------------- | -------- |
| 1     | Франция   | Катрин Улмон, Оливия Гобервиль, Кристин Шуар                    | 1787 WR  |
| 2     | Германия  | Эва Фридель, Харрит Хольцбергер, Гудрун Виттман                 | 1784     |
| 3     | Польша    | Сильвия Богацкая, Каролина Ковальчик, Алицья Зяя                | 1774     |
| 4     | Норвегия  | Гюда Эллефспласс Ольссен, Сири Мортенсен, Кристина Ландруэ Линд | 1773     |
| 5     | Швейцария | Беттина Бухер, Марина Шнидер, Андреа Брюльман                   | 1771     |
| 6     | США       | Ронда Брайт, Сандра Фонг, Рея Кемпли                            | 1769     |
| 7     | Италия    | Джулиана Мольтени, Франческа Макали, Барбара Альвити            | 1763     |

### Винтовка с трёх позиций, 50 метров
Индивидуальные соревнования
| Место | Взрослые          | Взрослые  | Взрослые     | Взрослые | Юниоры          | Юниоры | Юниоры |
| Место | Спортсмен         | Страна    | Квалификация | Финал    | Спортсмен       | Страна | Финал  |
| ----- | ----------------- | --------- | ------------ | -------- | --------------- | ------ | ------ |
| 1     | Барбара Ленер     | Германия  | 589          | 98,7     | Стине Нильсен   | Дания  | 587    |
| 2     | Соня Пфайльшифтер | Германия  | 585          | 100,4    | Сара Шерер      | США    | 585    |
| 3     | Анник Марге       | Швейцария | 582          | 99,2     | Элин Карлссон   | Швеция | 582    |
| 4     | Наталья Калныш    | Украина   | 581          | 99,5     | Цзян Тин        | Китай  | 580    |
| 5     | Джейми Бейерле    | США       | 582          | 97,9     | Аманда Фуррер   | США    | 579    |
| 6     | Ивана Максимович  | Сербия    | 585          | 94,4     | Чэнь Фан        | Китай  | 578    |
| 7     | Любовь Галкина    | Россия    | 584          | 95,1     | Полина Хорошева | Россия | 578    |
| 8     | Эва Фридель       | Германия  | 582          | 96,7     | Никола Мазурова | Чехия  | 578    |

Командные соревнования
| Место | Взрослые | Взрослые                                               | Взрослые | Юниоры   | Юниоры                                                 | Юниоры   |
| Место | Страна   | Спортсмены                                             | Финал    | Страна   | Спортсмены                                             | Финал    |
| ----- | -------- | ------------------------------------------------------ | -------- | -------- | ------------------------------------------------------ | -------- |
| 1     | США      | Джейми Бейерле, Эми Соваш, Сандра Фонг                 | 1758 WR  | США      | Сара Шерер, Аманда Фуррер, Сара Бирд                   | 1747 WJR |
| 2     | Германия | Барбара Ленер, Соня Пфайльшифтер, Эва Фридель          | 1757     | Германия | Ивонн Шлоттербек, Изабелла Штрауб, Жаклин Орт          | 1733     |
| 3     | Сербия   | Ивана Максимович, Андреа Арсович, Лидия Михайлович     | 1754     | Китай    | Цзян Тин, Чэнь Фан, Дун Лицзи                          | 1728     |
| 4     | Китай    | Ван Чэньгуй, У Люси, Чжэн Фэн                          | 1753     | Чехия    | Никола Мазурова, Габриэла Вогнарова, Анета Брабцова    | 1726     |
| 5     | Россия   | Любовь Галкина, Алёна Низкошапская, Анна Сушко         | 1748     | Швеция   | Элин Карлссон, Ханна Секер, Малин Бенгтссон            | 1721     |
| 6     | Украина  | Наталья Калныш, Леся Лескив, Дарья Тихова              | 1745     | Австрия  | Катарина Нойвирт, Лиза Унгеранк, Оливия Хофман         | 1720     |
| 7     | Швеция   | Мария Яннессон, Малин Густавссон, Линда Олофссон       | 1742     | Беларусь | Екатерина Бубнович, Александра Ковалёва, Злата Кукелко | 1718     |
| 8     | Италия   | Петра Зубласинг, Марика Мазина, Антонелла Нотаранджело | 1741     | Франция  | Мари Файоль, Орель Дюваль, Орель Шеванс                | 1718     |

### Винтовка лёжа, 50 метров
Индивидуальные соревнования
| Место | Взрослые           | Взрослые  | Взрослые | Взрослые            | Юниоры         | Юниоры | Юниоры |
| Место | Спортсмен          | Страна    | Финал    | Спортсмен           | Страна         | Финал  |        |
| ----- | ------------------ | --------- | -------- | ------------------- | -------------- | ------ | ------ |
| 1     | Теясвини Савант    | Индия     | 597 =WR  | Шэрон Баразани      | США            | 596    |        |
| 2     | Йоанна Новаковская | Польша    | 597 =WR  | Сара Бирд           | США            | 595    |        |
| 3     | Ольга Довгун       | Казахстан | 596      | Дженнифер Макинтош  | Великобритания | 594    |        |
| 4     | Соня Пфайльшифтер  | Германия  | 596      | Чэнь Фан            | Китай          | 594    |        |
| 5     | Ван Чэньгуй        | Китай     | 596      | Юлия Морозова       | Казахстан      | 594    |        |
| 6     | Шарлотта Якобсен   | Дания     | 596      | Рекха Чаличемала    | Индия          | 594    |        |
| 7     | Ирена Бейелер      | Швейцария | 595      | Кристина Палиокайте | Литва          | 593    |        |
| 8     | Чжэн Фэн           | Китай     | 595      | Никола Мазурова     | Чехия          | 593    |        |

Командные соревнования
| Место | Взрослые         | Взрослые                                             | Взрослые | Юниоры    | Юниоры                                                 | Юниоры   |
| Место | Страна           | Спортсмены                                           | Финал    | Страна    | Спортсмены                                             | Финал    |
| ----- | ---------------- | ---------------------------------------------------- | -------- | --------- | ------------------------------------------------------ | -------- |
| 1     | Швейцария        | Ирена Бейелер, Анник Марге, Орель Гранжье            | 1780     | Чехия     | Никола Мазурова, Анета Брабцова, Моника Вранкова       | 1780 WJR |
| 2     | Германия         | Соня Пфайльшифтер, Эва Фридель, Николь Штенценбергер | 1780     | Австрия   | Александра Подпескар, Лиза Унгеранк, Надин Унгеранк    | 1772     |
| 3     | Республика Корея | Квон Нара, Ким Юён, Чон Мира                         | 1779     | Украина   | Евгения Борисова, Дарья Шарипова, Ольга Голубченко     | 1772     |
| 4     | Эстония          | Анжела Воронова, Карина Коткас, Людмила Корчагина    | 1773     | США       | Шэрон Баразани, Сара Бирд, Аманда Фуррер               | 1771     |
| 5     | Швеция           | Малин Густавссон, Линда Олофссон, Мария Энквист      | 1772     | Германия  | Анна Беккер, Лиза Тюхтер, Жаклин Орт                   | 1771     |
| 6     | Финляндия        | Марьо Юли-Кийкка, Ханна Этула, Паулийна Фриландер    | 1771     | Швеция    | Малин Бенгтссон, Ханна Секер, Эрика Бенгтссон          | 1770     |
| 7     | Китай            | Ван Чэньгуй, Чжэн Фэн, У Люси                        | 1770     | Китай     | Чэнь Фан, Цзян Тин, Дун Лицзи                          | 1766     |
| 8     | Польша           | Йоанна Новаковская, Алицья Зяя, Агнешка Нагай        | 1769     | Швейцария | Фабьенн Фюглистер, Саманта Гуглер, Луштенбергер, Петра | 1765     |

### Пневматическая винтовка, 10 метров
Индивидуальные соревнования
| Место | Взрослые           | Взрослые | Взрослые     | Взрослые  | Юниоры                     | Юниоры           | Юниоры |
| Место | Спортсмен          | Страна   | Квалификация | Финал     | Спортсмен                  | Страна           | Финал  |
| ----- | ------------------ | -------- | ------------ | --------- | -------------------------- | ---------------- | ------ |
| 1     | И Сылин            | Китай    | 400 =WR      | 505,6 WR  | Манчулика Манакит          | Таиланд          | 397    |
| 2     | У Люси             | Китай    | 398          | 501,4     | Бэ Ёнджон                  | Республика Корея | 397    |
| 3     | Элания Нарделли    | Италия   | 398          | 501,0     | Дун Лицзи                  | Китай            | 396    |
| 4     | Махлага Джамбозорг | Иран     | 397+51,6     | 500,2     | Яна Гиблерова              | Словакия         | 396    |
| 5     | Йессика Магер      | Германия | 397+50,8     | 498,8+9,9 | Стине Нильсен              | Дания            | 396    |
| 6     | Беата Гаусс        | Германия | 397+49,5+9,7 | 498,8+9,7 | Нур Фарах Афиках Мд Тауфех | Малайзия         | 396    |
| 7     | Петя Луканова      | Болгария | 398          | 498,4     | Таня Перец                 | Хорватия         | 396    |
| 8     | Мэганн Моррилл     | США      | 398          | 498,1     | Екатерина Бубнович         | Беларусь         | 396    |

Командные соревнования
| Место | Взрослые | Взрослые                                                          | Взрослые | Юниоры           | Юниоры                                                      | Юниоры |
| Место | Страна   | Спортсмены                                                        | Финал    | Страна           | Спортсмены                                                  | Финал  |
| ----- | -------- | ----------------------------------------------------------------- | -------- | ---------------- | ----------------------------------------------------------- | ------ |
| 1     | Германия | Йессика Магер, Беата Гаусс, Соня Пфайльшифтер                     | 1190     | Республика Корея | Бэ Ёнджон, Ким Чина, Ли Суджи                               | 1185   |
| 2     | Китай    | И Сылин, У Люси, Лю Цин                                           | 1189     | Австрия          | Элизабет Мосмюллер, Лиза Унгеранк, Александра Подпескар     | 1182   |
| 3     | США      | Мэганн Моррилл, Джейми Бейерле, Эмили Карусо                      | 1188     | Таиланд          | Манчулика Манакит, Супалук Понгсинвийит, Пхакамас Ванатхонг | 1181   |
| 4     | Сингапур | Ли Яфэй, Сэр Сян Вэй Жасмин, Чжэн Цзянь Хуань                     | 1187     | Чехия            | Габриэла Вогнарова, Никола Мазурова, Анета Брабцова         | 1180   |
| 5     | Италия   | Элания Нарделли, Марика Мазина, Петра Дзубласинг                  | 1186     | Китай            | Дун Лицзи, Чэнь Фан, Ван Вэйян                              | 1179   |
| 6     | Иран     | Махлага Джамбозорг, Элахех Ахмади, Нарджес Эмамголинеджад Андвари | 1183     | Украина          | Дарья Шарипова, Ольга Голубченко, Олеся Щерба               | 1179   |
| 7     | Индия    | Сума Ширур, Кавитха Ядав, Радхика Барале                          | 1183     | Россия           | Анна Жукова, Екатерина Панкова, Полина Хорошева             | 1179   |
| 8     | Польша   | Агнешка Нагай, Сильвия Богацкая, Каролина Ковальчик               | 1182     | Швеция           | Чатрин Юнссон, Элин Карлссон, Ханна Секер                   | 1178   |

### Пистолет, 25 метров
Индивидуальные соревнования
| Место | Взрослые        | Взрослые | Взрослые     | Взрослые | Юниоры           | Юниоры           | Юниоры |
| Место | Спортсмен       | Страна   | Квалификация | Финал    | Спортсмен        | Страна           | Финал  |
| ----- | --------------- | -------- | ------------ | -------- | ---------------- | ---------------- | ------ |
| 1     | Кира Климова    | Россия   | 584          | 204,8    | Ольга Никулина   | Россия           | 578    |
| 2     | Зорана Арунович | Сербия   | 588          | 200,8    | Сара Бабич       | Венгрия          | 577    |
| 3     | Ленка Марушкова | Чехия    | 584          | 204,6    | Екатерина Левина | Россия           | 575    |
| 4     | Юкари Мори      | Япония   | 584          | 203,0    | Ким Чихе         | Республика Корея | 574    |
| 5     | Соня Франкет    | Испания  | 588          | 198,8    | Цай Сяосюэ       | Китай            | 572    |
| 6     | Юлия Алипова    | Россия   | 586          | 198,4    | Карина Виндхорст | Германия         | 572    |
| 7     | Су Юйлин        | Китай    | 583          | 200,1    | Ким Сон А        | Республика Корея | 571    |
| 8     | Чо Ёнсук        | КНДР     | 584          | 199,1    | Рахи Сарнобат    | Индия            | 570    |

Командные соревнования
| Место | Взрослые         | Взрослые                                                     | Взрослые | Юниоры           | Юниоры                                               | Юниоры |
| Место | Страна           | Спортсмены                                                   | Финал    | Страна           | Спортсмены                                           | Финал  |
| ----- | ---------------- | ------------------------------------------------------------ | -------- | ---------------- | ---------------------------------------------------- | ------ |
| 1     | Россия           | Кира Климова, Юлия Алипова, Галина Беляева                   | 1745     | Россия           | Ольга Никулина, Екатерина Левина, Светлана Медведева | 1715   |
| 2     | Сербия           | Зорана Арунович, Ясна Шекарич, Елена Арунович                | 1741     | Республика Корея | Ким Чихе, Ким Сон А, Ким Джан Ми                     | 1712   |
| 3     | Чехия            | Ленка Марушкова, Михаэла Мусилова, Петра Гикова              | 1739     | Китай            | Цай Сяосюэ, Ян Цзе, Янь Жуньи                        | 1699   |
| 4     | Монголия         | Цогбадрах Мункзул, Отрядын Гундэгмаа, Тумурчудур Баяртсетсег | 1739     | Чехия            | Михаэла Гейнрихова, Яна Лоренцова, Сарка Йонакова    | 1687   |
| 5     | Китай            | Су Юйлин, Го Вэньцзюнь, Чжан Цзиньцзинь                      | 1738     | Германия         | Карина Виндхорст, Магдалена Вольф, Каролин Шиллер    | 1680   |
| 6     | Франция          | Селин Гобервиль, Стефани Тирод, Корин Серра-Тозьо            | 1736     | Иран             | Шейда Дабир, Акрам Рамезани, Парванех Фарханджан     | 1675   |
| 7     | Республика Корея | Ким Бёнхи, Ли Холим, Пак Чивон                               | 1732     | Франция          | Селия Бауэр, Аллисон Галльен, Сара Гийом             | 1674   |
| 8     | Казахстан        | Юлия Дришлюк, Галина Беляева, Зауреш Байбусинова             | 1729     | Польша           | Катажина Дубицкая, Жюстина Сенкевич, Доминика Бартош | 1674   |

### Пневматический пистолет, 10 метров
Индивидуальные соревнования
| Место | Взрослые          | Взрослые  | Взрослые     | Взрослые | Юниоры                | Юниоры           | Юниоры |
| Место | Спортсмен         | Страна    | Квалификация | Финал    | Спортсмен             | Страна           | Финал  |
| ----- | ----------------- | --------- | ------------ | -------- | --------------------- | ---------------- | ------ |
| 1     | Зорана Арунович   | Сербия    | 385          | 101,8    | Цагаандалай Хонгорзул | Монголия         | 382    |
| 2     | Лалита Яухлевская | Австралия | 385          | 100,0    | Аллисон Галльен       | Франция          | 381    |
| 3     | Виктория Чайка    | Беларусь  | 384          | 101,0    | Ким Ёджи              | Республика Корея | 380    |
| 4     | Ленка Марушкова   | Чехия     | 383          | 100,9    | Ким Джанг Ми          | Республика Корея | 379    |
| 5     | Мира Сухонен      | Финляндия | 386          | 96,3     | Янь Жуньи             | Китай            | 378    |
| 6     | Су Юйлин          | Китай     | 383          | 98,0     | Цай Сяосюэ            | Китай            | 378    |
| 7     | Го Вэньцзюнь      | Китай     | 383          | 97,8     | Ким Чихе              | Республика Корея | 377    |
| 8     | Сандра Аптаграффт | США       | 384          | 93,3     | Анна Коракаки         | Греция           | 377    |

Командные соревнования
| Место | Взрослые         | Взрослые                                             | Взрослые | Юниоры           | Юниоры                                                          | Юниоры |
| Место | Страна           | Спортсмены                                           | Финал    | Страна           | Спортсмены                                                      | Финал  |
| ----- | ---------------- | ---------------------------------------------------- | -------- | ---------------- | --------------------------------------------------------------- | ------ |
| 1     | Австралия        | Лалита Яухлевская, Дина Аспандиярова, Линда Райан    | 1145     | Республика Корея | Ким Ёджи, Ким Джанг Ми, Ким Чихе                                | 1136   |
| 2     | Республика Корея | Ли Холим, Ким Бёнхи, Пак Минджин                     | 1143     | Китай            | Янь Жуньи, Цай Сяосюэ, Ян Цзе                                   | 1130   |
| 3     | Китай            | Су Юйлин, Го Вэньцзюнь, Чжан Цзиньцзинь              | 1142     | Польша           | Каролина Башен, Жюстина Сенкевич, Катажина Дубицкая             | 1117   |
| 4     | Франция          | Стефани Тирод, Изабель Марешаль, Селин Гобервиль     | 1142     | Индия            | Рахи Сарнобат, Ловлин Каур, Комаль Барот                        | 1115   |
| 5     | Индия            | Хина Сидху, Анну Радж Сингх, Швета Чаудри            | 1141     | Великобритания   | Корал Кеннерли, Виктория Элизабет Маллин, Даниэла Джонс         | 1111   |
| 6     | Сербия           | Зорана Арунович, Ясна Шекарич, Бобана Величкович     | 1141     | Италия           | Андра Юлиана Бурлаку, Арианна Коми, Кьяра Марини                | 1111   |
| 7     | Беларусь         | Виктория Чайка, Татьяна Даньшина, Екатерина Кручанок | 1139     | Таиланд          | Нериса Йоксуван, Чанянуч Кобкунтначай, Гундтимах Гарнджанасовун | 1108   |
| 8     | Казахстан        | Зауреш Байбусинова, Юлия Дришлюк, Галина Беляева     | 1137     | Румыния          | Франческа Поп, Александра Сильвия Морар, Адриана Флорика Давид  | 1105   |

### Трап
Индивидуальные соревнования
| Место | Взрослые           | Взрослые | Взрослые     | Взрослые | Юниоры             | Юниоры         | Юниоры |
| Место | Спортсмен          | Страна   | Квалификация | Финал    | Спортсмен          | Страна         | Финал  |
| ----- | ------------------ | -------- | ------------ | -------- | ------------------ | -------------- | ------ |
| 1     | Зузана Штефечекова | Словакия | 72           | 91       | Миранда Уилдер     | США            | 69     |
| 2     | Лю Инцзы           | Китай    | 72           | 17       | Кэтрин Скиннер     | Австралия      | 69     |
| 3     | Джессика Росси     | Италия   | 71           | 87+3     | Чжу Цзинъюй        | Китай          | 68     |
| 4     | Дебора Джелисио    | Италия   | 71           | 87+2     | Рейчел Линн Хейден | США            | 68     |
| 5     | Пак Ёнхый          | КНДР     | 71           | 86       | Мартина Бартоломей | Италия         | 67     |
| 6     | Юкиэ Накаяма       | Япония   | 71           | 85       | Ци Цювэнь          | Китай          | 67     |
| 7     | Мария Волкова      | Россия   | 70           |          | Чжан Даньдань      | Китай          | 67     |
| 8     | Кори Когделл       | США      | 70           |          | Эсме Флоренс Спэри | Великобритания | 66     |

Командные соревнования
| Место | Взрослые   | Взрослые                                               | Взрослые | Юниоры    | Юниоры                                                        | Юниоры   |
| Место | Страна     | Спортсмены                                             | Финал    | Страна    | Спортсмены                                                    | Финал    |
| ----- | ---------- | ------------------------------------------------------ | -------- | --------- | ------------------------------------------------------------- | -------- |
| 1     | Италия     | Джессика Росси, Дебора Джелисио, Джулия Яннотти        | 211 =WR  | Китай     | Чжу Цзинъюй, Ци Цювэнь, Чжан Даньдань                         | 202 =WRJ |
| 2     | Китай      | Лю Инцзы, Гао Э, Лю Синъюй                             | 209      | Австралия | Кэтрин Скиннер, Тиган Макклой, Лэтиша Сканлан                 | 194      |
| 3     | Сан-Марино | Марина Сантолини, Алессандра Перилли, Даниэла Дель Дин | 207      | США       | Миранда Уилдер, Рейчел Линн Хейден, Эшли Кэрролл              | 194      |
| 4     | Россия     | Мария Волкова, Лия Шарыпова, Ирина Ларичева            | 205      | Чехия     | Никола Махацова, Дагмар Филовятова, Люция Рылихова            | 181      |
| 5     | США        | Кори Когделл, Тереза Деуитт, Сьюзан Следж              | 203      | Испания   | Карина Сантареро, Айтана Диас, Эва Мария Клементе             | 177      |
| 6     | КНДР       | Пак Ёнхый, Чхэ Хьегён, Ян Сольи                        | 202      | Франция   | Кароль Корменье, Мелани Кузи, Аделин Куэ                      | 174      |
| 7     | Франция    | Марина Созе, Дельфин Расине, Элоди Конеса              | 200      | Россия    | Екатерина Тищенко, Анастасия Мещерякова, Александра Алексеева | 174      |
| 8     | Испания    | Беатрис Мартинес, Ванесса Леон, Фатима Гальвес         | 197      |           |                                                               |          |

### Дубль-трап
Индивидуальные соревнования
| Место | Взрослые               | Взрослые         | Взрослые | Взрослые |
| Место | Спортсмен              | Страна           | Финал    |          |
| ----- | ---------------------- | ---------------- | -------- | -------- |
| 1     | Ли Жуй                 | Китай            | 115 WR   |          |
| 2     | Чжан Яфэй              | Китай            | 109      |          |
| 3     | Ли Циннянь             | Китай            | 105      |          |
| 4     | Кан Гиюн               | Республика Корея | 107      |          |
| 5     | Ким Ми Чжин            | Республика Корея | 105      |          |
| 6     | Джанеджира Срисонгкрам | Таиланд          | 104      |          |
| 7     | Ли Бо На               | Республика Корея | 96       |          |
| 8     | Сьюзан Нэттрасс        | Канада           | 94       |          |

### Скит
Индивидуальные соревнования
| Место | Взрослые               | Взрослые       | Взрослые     | Взрослые | Юниоры                 | Юниоры         | Юниоры |
| Место | Спортсмен              | Страна         | Квалификация | Финал    | Спортсмен              | Страна         | Финал  |
| ----- | ---------------------- | -------------- | ------------ | -------- | ---------------------- | -------------- | ------ |
| 1     | Кимберли Роуд          | США            | 72           | 25       | Вирджиния Орландо      | Италия         | 70     |
| 2     | Вэй Нин                | Китай          | 71           | 25       | Джайден Гриннелл       | США            | 68     |
| 3     | Данка Бартекова        | Словакия       | 72           | 23       | Чжан Юэ                | Китай          | 68     |
| 4     | Сутия Дживчалоэммит    | Таиланд        | 71           | 22       | Александра Ярмолинская | Польша         | 67     |
| 5     | Хейли Данн             | США            | 71           | 20       | Вероника Сикорова      | Словакия       | 67     |
| 6     | Елена Аллен            | Великобритания | 70           | 19       | Шан Элизабет Брюс      | Великобритания | 67     |
| 7     | Марьют Хейнонен        | Финляндия      | 69           |          | Кейтлин Коннор         | США            | 66     |
| 8     | Земфира Мефтахетдинова | Азербайджан    | 69           |          | Линь Пяопяо            | Китай          | 66     |

Командные соревнования
| Место | Взрослые       | Взрослые                                                 | Взрослые | Юниоры         | Юниоры                                                            | Юниоры |
| Место | Страна         | Спортсмены                                               | Финал    | Страна         | Спортсмены                                                        | Финал  |
| ----- | -------------- | -------------------------------------------------------- | -------- | -------------- | ----------------------------------------------------------------- | ------ |
| 1     | США            | Кимберли Роуд, Хейли Данн, Эмбер Инглиш                  | 205      | США            | Джайден Гриннелл, Кейтлин Коннор, Брэнди Дрозд                    | 197    |
| 2     | Китай          | Вэй Нин, Чжан Шань, Чжан Хэн                             | 204      | Китай          | Чжан Юэ, Линь Пяопяо, Хуан Сысюэ                                  | 194    |
| 3     | Словакия       | Данка Бартекова, Ленка Костелецка, Моника Земкова        | 201      | Великобритания | Шан Элизабет Брюс, Салли Энн Бонд, Керис Эванс                    | 186    |
| 4     | Россия         | Светлана Дёмина, Ольга Панарина, Надежда Коновалова      | 200      | Россия         | Наталья Виноградова, Светлана Незнамова, Екатерина Понедельникова | 183    |
| 5     | Великобритания | Елена Аллен, Пинки Ле Грелль, Никола Броклесби           | 199      | Польша         | Александра Ярмолинская, Наталья Голда, Наталья Шамрей             | 180    |
| 6     | Италия         | Кьяра Кайнеро, Катюша Спада, Диана Бакози                | 194      |                |                                                                   |        |
| 7     | Германия       | Ванесса Хауфф, Елена Нефф, Карин Таппенбек               | 187      |                |                                                                   |        |
| 8     | Кипр           | Андри Элефтериу, Бьянка Лупан-Кассианиду, Луиза Теофанус | 186      |                |                                                                   |        |

### Подвижная мишень, 10 метров
Индивидуальные соревнования
| Место | Взрослые         | Взрослые  | Взрослые | Юниоры              | Юниоры    | Юниоры |
| Место | Спортсмен        | Страна    | Финал    | Спортсмен           | Страна    | Финал  |
| ----- | ---------------- | --------- | -------- | ------------------- | --------- | ------ |
| 1     | Ли Сюэянь        | Китай     | 388      | Валентина Гончарова | Украина   | 370    |
| 2     | Чжао Лили        | Китай     | 377      | Ри Хьянсим          | КНДР      | 362    |
| 3     | Ирина Измалкова  | Россия    | 376      | Людмила Василюк     | Украина   | 360    |
| 4     | Наталья Гурова   | Казахстан | 375      | Полина Барвинова    | Украина   | 349    |
| 5     | Галина Авраменко | Украина   | 372      | Анна Роднова        | Казахстан | 348    |
| 6     | Ян Цзэн          | Китай     | 371      | Клаудия Клёцль      | Германия  | 346    |
| 7     | Юлия Эйдензон    | Россия    | 370      | Сара Поммерин       | Германия  | 345    |
| 8     | Анна Вайгель     | Германия  | 367      | Людмила Филиппова   | Россия    | 344    |

Командные соревнования
| Место | Взрослые | Взрослые                                                 | Взрослые | Юниоры   | Юниоры                                                 | Юниоры |
| Место | Страна   | Спортсмены                                               | Финал    | Страна   | Спортсмены                                             | Финал  |
| ----- | -------- | -------------------------------------------------------- | -------- | -------- | ------------------------------------------------------ | ------ |
| 1     | Китай    | Ли Сюэянь, Чжао Лили, Ян Цзэн                            | 1136     | Украина  | Валентина Гончарова, Людмила Василюк, Полина Барвинова | 1079   |
| 2     | Россия   | Ирина Измалкова, Юлия Эйдензон, Марина Гулак             | 1110     | Германия | Клаудия Клёцль, Сара Поммерин, Натали Дольс            | 1029   |
| 3     | Украина  | Галина Авраменко, Татьяна Давыденко, Виктория Рыбовалова | 1101     | Россия   | Людмила Филиппова, Софья Варникова, Екатерина Данилина | 1010   |
| 4     | Германия | Анна Вайгель, Сильке Абрамович, Даниэла Фауст            | 1094     | Австрия  | Таня Карачонь, Керстин Зоннбергер, Мона Эдер           | 957    |
| 5     | Вьетнам  | Данг Хонг Ха, Нгуен Тхи Ле Куен, Ку Тхань Ту             | 1077     |          |                                                        |        |
| 6     | Катар    | Аниса Джама, Самсам Джама, Хадига Сераг                  | 979      |          |                                                        |        |

### Смешанная подвижная мишень, 10 метров
Индивидуальные соревнования
| Место | Взрослые         | Взрослые | Взрослые | Юниоры              | Юниоры   | Юниоры |
| Место | Спортсмен        | Страна   | Финал    | Спортсмен           | Страна   | Финал  |
| ----- | ---------------- | -------- | -------- | ------------------- | -------- | ------ |
| 1     | Ли Сюэянь        | Китай    | 390 =WR  | Валентина Гончарова | Украина  | 371    |
| 2     | Ян Цзэн          | Китай    | 386      | Ри Хьянсим          | КНДР     | 368    |
| 3     | Су Ли            | Китай    | 382      | Людмила Василюк     | Украина  | 367    |
| 4     | Марина Гулак     | Россия   | 374      | Екатерина Данилина  | Россия   | 363    |
| 5     | Галина Авраменко | Украина  | 372      | Клаудия Клёцль      | Германия | 353    |
| 6     | Юлия Эйдензон    | Россия   | 371      | Полина Барвинова    | Украина  | 351    |
| 7     | Сильке Абрамович | Германия | 369      | Натали Дольс        | Германия | 346    |
| 8     | Ирина Измалкова  | Россия   | 368      | Таня Карачонь       | Австрия  | 337    |

Командные соревнования
| Место | Взрослые | Взрослые                                                 | Взрослые | Юниоры   | Юниоры                                                 | Юниоры |
| Место | Страна   | Спортсмены                                               | Финал    | Страна   | Спортсмены                                             | Финал  |
| ----- | -------- | -------------------------------------------------------- | -------- | -------- | ------------------------------------------------------ | ------ |
| 1     | Китай    | Ли Сюэянь, Ян Цзэн, Су Ли                                | 1158 WR  | Украина  | Валентина Гончарова, Людмила Василюк, Полина Барвинова | 1089   |
| 2     | Россия   | Марина Гулак, Юлия Эйдензон, Ирина Измалкова             | 1113     | Германия | Клаудия Клёцль, Натали Дольс, Сара Поммерин            | 1035   |
| 3     | Украина  | Галина Авраменко, Виктория Рыбовалова, Татьяна Давыденко | 1102     | Россия   | Екатерина Данилина, Людмила Филиппова, Софья Варникова | 1030   |
| 4     | Германия | Сильке Абрамович, Даниэла Фауст, Анна Вайгель            | 1087     | Австрия  | Таня Карачонь, Керстин Зоннбергер, Мона Эдер           | 960    |
| 5     | Катар    | Аниса Джама, Самсам Джама, Хадига Сераг                  | 977      |          |                                                        |        |